# Mamou (prefektur)
Mamou Prefecture är en prefektur i Guinea.   Den ligger i regionen Mamou Region, i den centrala delen av landet, 230 km nordost om huvudstaden Conakry. Antalet invånare är 222 087. Arean är 8 000 kvadratkilometer. Mamou Prefecture gränsar till Kindia, Dalaba, Tougue Prefecture, Dinguiraye Prefecture och Dabola. 
Terrängen i Mamou Prefecture är varierad.
Följande samhällen finns i Mamou Prefecture:
- Mamou